# مؤسسه تحقیقات پی‌اچ‌پی
مؤسسه تحقیقات پی‌اچ‌پی (به ژاپنی: PHP研究所) یک شرکت چاپ ژاپنی است. مرکز این انتشارات در شهر توکیو می‌باشد. این موسسه تحقیقاتی توسط کونوسوکه ماتسوشیتا، بنیانگذار شرکت پاناسونیک، تأسیس شده و عمدتاً در تجارت انتشارات فعالیت دارد. مؤسسه تحقیقات پی‌اچ‌پی یکی از معدود موسسات با بیش از 300 کارمند است که دفتر مرکزی آن در کیوتو به غیر از توکیو است. 